# Шунгули (разъезд)
Шунгули (рзд. Шунгули, 1276,7 км) — железнодорожный разъезд Волгоградского региона Приволжской железной дороги на линии Красный Кут - Верхний Баскунчак (часть магистрали Москва-Казанская — Саратов — Астрахань I). Находится в приграничной зоне с Казахстаном.
Разъезд предназначен для скрещения встречных поездов, идущих в направлении Урбах — Верхний Баскунчак.
Три пути, к одному из них примыкает низкая посадочная платформа.
По состоянию на июнь 2010 года на станции останавливался единственный пригородный поезд Палласовка — Верхний Баскунчак. Пассажирские поезда дальнего следования могут иметь только технические стоянки.